# Nealcidion omissum
Nealcidion omissum là một loài bọ cánh cứng trong họ Cerambycidae.